# Bernard Hopkins
Bernard Humphrey Hopkins, Jr (Filadélfia, 15 de janeiro de 1965) é um pugilista norte-americano, atual campeão mundial pela Federação Internacional de Boxe (FIB) na categoria dos meios-pesados.

## Sucesso nos médios
Apesar do atual campeonato dos meios pesados titulo que conquistou em 09 de março de 2013, Hopkins ficou imortalizado pelas suas incríveis 20 defesas bem sucedias de titulo na categoria dos médios(1994-2005) e também por ser o único lutador da categoria dos médios a unificar todos os cinturões das 4 entidades de boxe mais importantes da atualidade. A revista Ring Magazine o classificou com o 3º maior peso médio dos últimos 50 anos.

## Vida
Nascido na cidade da Filadélfia nos EUA, Hopkins conheceu a vida do crime cedo as 13 anos, aos 17 Hopkins foi condenado a 18 anos de prisão por 9 crimes. Quando estava na prisão ele testemunhou violações e assassinatos, ficou preso por 5 anos e foi liberado em 1988. Enquanto estava na prisão Hopkins descobriu sua paixão pelo boxe, e fez disso uma fuga da vida do crime.

## Boxe
Hopkins estreou no boxe profissional em 11 de outubro de 1988, vindo a perder logo em sua estreia para Clinton Mitchell por decisão da maioria (38-39,38-39,38-38). Apos perder sua primeira luta Hopkins retornou aos ringues em 22 de fevereiro de 1990, venceu por decisão unânime dos juízes e depois dessa vitoria obteve uma sequencia de outras 21 vitorias consecutivas, ganhando assim no dia 22 de maio de 1993 a chance de disputar o cinturão pela Federação Internacional de Boxe(FIB), contra Roy Jones Jr, apos 12 round de uma luta disputada Hopkins acabou sendo derrotado por decisão unanime dos juízes(112-116,112-116,112-116). No dia 17 de dezembro de 1994, Hopkins recebeu nova oportunidade de disputar o cinturão dessa vez contra Segundo Mercado, apos ser derrubado 2 vezes por Mercado, a luta acabou terminando empate em uma decisão polemica dos juízes. Após a luta Hopkins alegou que se sentiu prejudicado pela altitude já que a luta aconteceu em Quito no Equador a mais de 2000 metros acima do nível do mar, sendo assim uma revanche foi marcada para o dia 29 de abril de 1995,dessa vez em Maryland, USA, no sétimo round o árbitro da luta interrompeu o combate por achar que Mercado não tinha mais condições de luta, declarando Hopkins como vencedor por nocaute técnico e agora novo campeão mundial dos médios pela Federação Internacional de Boxe(FIB).
Apos conquistar o titulo mundial Hopkins derrotou lutadores como John David Jackson, Glen Johnson, Simon Brown e Antwun Echols entre outros. No dia 14 de abril de 2001, Hopkins enfrentou pela unificação de cinturões Keith Holmes na época campeão do Conselho Mundial de Boxe(CMB) nos médios, apos 12 round Hopkins derrotou Holmes numa decisão unanime dos juízes(118-109,117-110,119-108).

### Hopkins vs Trinidad
Em 29 de setembro de 2001, Hopkins enfrenta Felix Trinidad campeão mundial pela Associação Mundial de Boxe(AMB), e pela primeira vez em muitos anos Hopkins era uma azarão nas apostas, Trinidad vinha de uma impressionante performance contra Willian Joppy por nocaute técnico no 5 round. Mesmo detendo 2 cinturões na categoria e sendo campeão de 1995, Trinidad era o favorito pos lutava de forma mais consistente e derrotava seus oponentes com grande facilidade, Trinidad estava invicto com um cartel de (40-0, 33KO).
Quando o sino tocou pela primeira vez anunciando o inicio da luta viu-se um combate muito diferente do que era esperado, Hopkins dominou completamente a luta durante os 12 round e no ultimo round, Hopkins derrubou Trinidad que não levantou, Hopkins foi o vencedor do combate por nocaute no 12º round. Dessa forma Hopkins foi reconhecido pela mídia e pelo público como campeão incontestável tendo unificado 3 cinturões na categoria, a revista "The Ring", considerou Hopkins como o melhor peso por peso do ano de 2001. Hopkins defendeu seus cinturões por mais algumas vezes apos nocautear Trinidad como: Carls Daniels em 2002 por nocaute técnico no 10º round superando o recorde de Carlos Monzon de 14 defesas,Morrade Hakkar em 2003 também por nocaute técnico no 8º round, Willian Joppy também em 2003 por decisão unanime dos juízes e Robert Allen também por decisão unanime em 2004.

### Hopkins vs De la Hoya
Na luta mais bem paga da sua carreira, Hopkins enfrentou o lendário lutador Oscar de la Hoya, campeão mundial em 6 categorias de peso diferentes e na época atual campeão da Organização Mundial de Boxe(OMB) no dia 18 de setembro de 2004, Hopkins venceu a luta por nocaute no 9º round com um gancho de esquerda no corpo de Oscar, e se tornou o primeiro lutador da história do boxe a unificar 4 cinturões em uma unica categoria, fazendo de Hopkins uma verdadeira lenda do Boxe, e um futuro postulante do Hall da Fama.
Já com 40 anos de idade Hopkins enfrentou e venceu Howard Eastman em 19 de fevereiro de 2005 por decisão unanime dos juízes, dominando a luta do inicio ao fim com uma pontuação de 119-110,117-111,116-112.

### Hopkins vs Taylor
No dia 16 de julho de 2005 Hopkins enfrentou Jermain Taylor, medalhista olímpico que ganhou a medalha de ouro nos Jogos Olímpicos de Sydney em 2000. Hopkins iniciou a luta devagar, porem ao decorrer do combate Hopkins cresceu e dominou Taylor, no fim da luta Taylor foi considerado vencedor por decisão dividida(113-115,116-112,113-115). Um combate muito polémico muitos especialistas consideraram Hopkins o vencedor. Em 03 de dezembro de 2005, Hopkins voltou a enfrentar Taylor em uma revanche, em uma luta muito apertada Taylor voltou a ser considerado vencedor por decisão unanime(113-115,113-115,113-115).

### Hopkins vs Tarver
Quando a mídia e o publico já davam Hopkins como aposentado aos 41 anos de idade ele surpreendeu o mundo ao desafiar Antonio Tarver campeão da categoria dos meio pesados pela Organização Internacional de Boxe(IBO). Ranqueado como um dos melhores peso por peso do mundo, Tarver era o favorito nas bolsas de apostas em 3 contra 1, e havia apostado com Hopkins que o nocautearia antes do 6 round. No dia 10 de junho de 2006 Hopkins mais uma vez chocou o mundo a dominar Tarver durante todos os 12 round e vencendo por decisão unanime, os 3 juízes marcaram 118-110. Hopkins era o novo campeão mundial dos pesos meios pesados.

### Hopkins vs Wright
No dia 21 de julho de 2007, Hopkins defendeu seu titulo contra o ex campeão dos medios Ronald Wright, e foi considerado vencedor por decisão unanime dos juízes(117-111,117-111,116-112).

### Hopkins vs Calzaghe
No dia 19 de abril de 2008, Hopkins enfrentou o ex campeão dos super médios Joe Calzaghe, invicto com um cartel de 44-0. Hopkins derrubou Calzaghe logo no primeiro round, porem ao decorrer da luta Calzaghe mostrou ter mãos super rápidas acertando Hopkins por muitas vezes, Hopkins dominava sempre o meio do ringue, e acertava Calzaghe com socos rápidos e fortes. Calzaghe foi considerado o vencedor por decisão dividida(112-115,114-113,111-116), uma decisão polemica alguns especialistas declaram Hopkins vencedor.

### Hopkins vs Pavlik
No dia 18 de outubro de 2008, Hopkins enfrentou o invicto campeão dos médios Kelly Pavlik. Muitos especialistas diziam que Pavlik seria o primeiro a nocautear Hopkins, porém mais uma vez Hopkins lutou de forma impecável não dando brechas para Pavlik e o derrotando por decisão unanime. Hopkins mais tarde veio a dizer que essa luta teria sido a melhor performance de toda a sua carreira .
No dia 2 de dezembro de 2009, Hopkins derrotou Enrique Ornelas por decisão unânime (120-108,119-109,118-110), lutando em casa, em Filadélfia.

### Hopkins vs Jones II
17 anos depois de perder para Jones em 1993, Hopkins enfrentou Jones em uma revanche em 3 de abril de 2010. Em uma luta marcada por golpes ilegais e confusões Hopkins foi declarado vencedor por decisão unanime(117-110,118-109,119-108). Logo apos lutar contra Jones, Hopkins desafiou o então campeão dos pesados David Haye, que defenderá seu titulo contra Jonh Ruiz, Haye negou a luta, dizendo que Hopkins queria apenas se promover.

### Hopkins vs Pascal I&II
Aos 45 anos de idade, Hopkins enfrentou no dia 18 de dezembro de 2010, no Canadá, o campeão mundial do Conselho Mundial de Boxe (CMB) e da Organizadão Internacional de Boxe (IBO) Jean Pascal. Pascal derrubou Hopkins 2 vezes o que nao acontecia a 16 anos desde sua luta contra Mercado em 1994. A luta foi considerada um empate por decisão da maioria(114-112,113-113,113-113). No fim da luta Hopkins deu a seguinte declaração "Esta noite vocês viram um garotão correndo de um vovô".
Em 21 de maio de 2011 novamente no Canada Hopkins conseguiu uma revanche contra Pascal dessa vezes vencendo o combate por decisão unanime dos juízes (115-113,116-112,115-114). Hopkins se tornou o lutador mais velho da historia a ser campeão mundial batendo o recorde de George Foreman, com 46 anos,4 meses e 6 dias, o recorde de Foreman era de 45 anos e 10 meses.

### Hopkins vs Dawson I&II
No dia 15 de outubro de 2011, Hopkins enfrentou Chad Dawson. No segundo round Hopkins caiu e lesionou o ombro não podendo continuar a luta e perdeu por nocaute técnico. Depois de uma investigação pelo Conselho Mundial de Boxe, foi decidido que Dawson propositalmente jogou Hopkins no chão e devolveu o titulo a Hopkins, a revista The Ring, decidiu continuar considerando Hopkins como campeão e a luta passou a ser uma luta não contestada. Em 28 de abril de 2012 Hopkins e Dawson se enfrentaram novamente, dessa vez Dawson foi declarado vencedor por decisão da maioria, Hopkins não lutaria mais em 2012, sendo esse ano desde 1988, que Hopkins não ganharia uma luta em um ano.

### Hopkins vs Cloud
No dia 9 de março de 2013, Hopkins voltaria aos ringues para enfrentar Tavoris Cloud campeão da Federação Internacional de Boxe(FIB), e numero 2 dos pesos meios pesados. Hopkins foi declarado vencedor por decisão unanime dos juízes, quebrando seu próprio recorde de lutador mais velho a conquistar um titulo mundial aos 47 anos.